# Diocèse de Tlapa
Le diocèse de Tlapa (en latin : Dioecesis Tlapensis ; en espagnol : Diócesis de Tlapa) est un diocèse de l'Église catholique du Mexique, suffragant de l'archidiocèse d'Acapulco.

## Territoire

Le diocèse de Tlapa en rouge sur la carte du Mexique

Il comprend les municipalités d'Acatepec, Alcozauca de Guerrero, Alpoyeca, Atlamajalcingo del Monte, Atlixtac, Cochoapa el Grande, Copanatoyac, Cualác, Huamuxtitlán, Iliatenco, Malinaltepec, Metlatonoc, Olinalá, Tlacoapa, Tlalixtaquilla de Maldonado, Tlapa de Comonfort, Xalpatlahuac, Xochihuehuetlán et Zapotitlán Tablas de l'État de Guerrero.
Il possède un territoire d'une superficie de 11 480 km2 divisé en 37 paroisses. Le siège épiscopal est dans la ville de Tlapa où se trouve la cathédrale Saint-Augustin.

## Historique
Le diocèse est érigé le 4 janvier 1992 par la constitution apostolique Efflorescentem Mexici du pape Jean-Paul II en prenant une partie du territoire du diocèse de Chilpancingo-Chilapa. Il est nommé suffragant de l'archidiocèse d'Acapulco.

## Évêques
- Alejo Zavala Castro (4 janvier 1992 - 19 novembre 2005), nommé évêque de Chilpancingo-Chilapa
- Óscar Roberto Domínguez Couttolenc, M.G (27 mars 2007 - 17 juillet 2012), nommé évêque d'Ecatepec
- Dagoberto Sosa Arriaga, depuis le 23 février 2013